# Physetopoda lampedusia
Physetopoda lampedusia é uma espécie de insetos himenópteros, mais especificamente de vespas pertencente à família Mutillidae.
A autoridade científica da espécie é Invrea, tendo sido descrita no ano de 1957.
Trata-se de uma espécie presente no território português.